# Gonfaus
|  | Per a altres significats, vegeu «Gonfaus (Lluçà)». |

Gonfaus és una masia del municipi de Sagàs (Berguedà) inclosa en l'Inventari del Patrimoni Arquitectònic de Catalunya. L'edifici actual de Gonfaus és una construcció del segle xviii. A la façana principal s'hi esmenta la data de 1796. És doncs, una construcció de nova planta, un gran casal que substituí la primera masia, situada a un lloc a prop de l'actual. Els arxius familiars guarden documentació des del segle xvi. La masia de Gonfaus respon a la tipologia de casa senyorial. La façana principal orientada a tramuntana, presenta el cos central flanquejat per dues torres i una porta de mig punt amb dovelles molt regulars. A migdia la façana respon al mateix prototipus que a tramuntana però envoltada de jardins. Al segon pis, el cos central té una galeria o eixida i al primer pis un cos sortit per ampliar la Sala.